# Georgie Henley
Georgina "Georgie" Helen Henley (Ilkley, Yorkshire, 9 de julho de 1995) é uma atriz e escritora britânica. Estreou em um filme aos 10 anos, As Crônicas de Nárnia: O Leão, a Feiticeira e o Guarda-Roupa (2005) como Lúcia Pevensie. Logo após fez a novela Jane Eyre. Atuou também na continuação, As Crônicas de Narnia: O Principe Caspian (2008) com 13 anos e em As Crônicas de Nárnia: A Viagem do Peregrino da Alvorada (2010) com 15 anos. Desde 2019 atua na série The Spanish Princess.

## Biografia
Georgie Henley é filha de Mike e Hellen e tem duas irmãs mais velhas, Rachel Henley e Laura Henley. Georgie foi descoberta por Pippa Hall; que visitou o elenco para As Crônicas de Nárnia, O Leão, a Feiticeira e o Guarda-Roupa. Representada por Christian Hodell em Hamilton Hotel, estava na sessão 18 de fundição um mês antes, ela finalmente recebeu o papel de Lúcia. Henley afirma que durante a sua audição que lhe perguntou sobre um livro que estava lendo no momento. Georgie frequenta Bradford Grammar School em Bradford e ainda executa em seu grupo de teatro. Ela ainda mantém em estreito contato com seus colegas de elenco: William Moseley, Anna Popplewell, Skandar Keynes. Georgie gosta de escrever música em sua guitarra, cantar, e já escreveu dois livros, intitulados "The Snow Stag" e "The Pillar of Secrets". Quando ela for mais velha, Georgie Henley gostaria de continuar a ser atriz ou se tornar uma autora famosa. Georgie foi educada como uma cristã.

## Filmografia
| Ano  | Título Original                                                | Título no Brasil                                            | Personagem     |
| ---- | -------------------------------------------------------------- | ----------------------------------------------------------- | -------------- |
| 2005 | The Chronicles of Narnia: The Lion, the Witch and the Wardrobe | As Cronicas de Nárnia: O Leão,a Feiticeira e o Guarda-Roupa | Lúcia Pevensie |
| 2008 | The Chronicles of Narnia: Prince Caspian                       | As Cronicas de Nárnia: Príncipe Caspian                     | Lúcia Pevensie |
| 2010 | The Chronicles of Narnia: The Voyage of the Dawn Treader       | As Cronicas de Nárnia: A Viagem do Peregrino da Alvorada    | Lúcia Pevensie |
| 2014 | Perfect Sisters                                                | Cúmplices de um Segredo                                     | Beth Anderson  |
| 2014 | The Sisterhood of Night                                        | A Irmandade da Noite                                        | Mary Warren    |
| 2016 | Access All Areas                                               |                                                             | Nat            |

## Séries para a TV
| Ano  | Título ORIGINAL | Título BRASIL | Personagem               |
| ---- | --------------- | ------------- | ------------------------ |
| 2006 | Jane Eyre       | Jane Eyre     | Jane Eyre - quando jovem |

## Prêmios
- Caráter e moral na Entertainment Award – (2006)
- Melhor performance de jovens artistas – Young Actress Age Ten or Younger – (2006)
- BFCA Award for Best Young Actress – (2006)
- Empire Award for Best Newcomer – (2006)
- OFCS Award for Best Breakthrough Performance (2006)